# Żabia Czuba
Der Froschkopf (polnisch Żabia Czuba, slowakisch Žabia kopa, ungarisch Szélső-Békás-csúcs) ist ein Berg in der Hohen Tatra mit einer Höhe von 2080 m n.p.m. an der polnisch-slowakischen Grenze.

## Lage und Umgebung
Unterhalb des Gipfels liegen die Täler Dolina Rybiego Potoku im Westen (Polen) und Dolina Białki im Osten (Slowakei).
Nachbargipfel sind der Żabi Szczyt Niżni, der von ihm durch den Bergpass Przełączka pod Żabią Czubą getrennt wird, und die Siedem Granatów, die von ihm durch den Bergpass Żabi Przechód Białczański getrennt werden.

## Etymologie
Der Name Żabia Czuba/Žabia kopa lässt sich als Froschkopf übersetzen. Der Name rührt von den nahe gelegenen Froschseen.

## Tourismus
Die Żabia Czuba liegt auf keinem markierten Wanderweg. Er ist jedoch für Kletterer mit einer Genehmigung der Verwaltung eines der Nationalparks zugänglich. Als Ausgangspunkt für eine Besteigung eignen sich die Schutzhütten Schronisko PTTK nad Morskim Okiem und Schronisko PTTK w Dolinie Roztoki.

## Belege
- Zofia Radwańska-Paryska, Witold Henryk Paryski, Wielka encyklopedia tatrzańska, Poronin, Wyd. Górskie, 2004, ISBN 83-7104-009-1.
- Tatry Wysokie słowackie i polskie. Mapa turystyczna 1:25.000, Warszawa, 2005/06, Polkart, ISBN 83-87873-26-8.